# Sophie Cruvelli

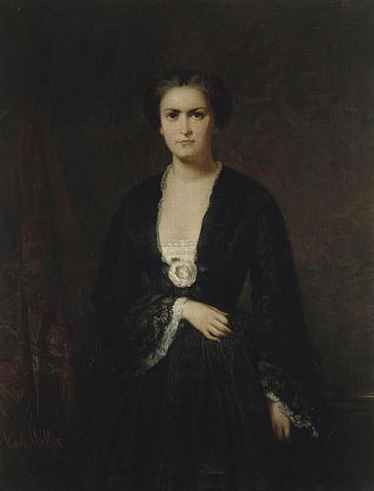
Porträt von Sophie Crüwell, 1852 (Schloss Compiègne)

Sophie Cruvelli, geborene Sophie Johanne Charlotte Crüwell (* 12. März 1826 in Bielefeld; † 6. November 1907 in Monte Carlo) war eine deutsche Opernsängerin (Sopran).

## Leben
Sophie Crüwell entstammte einer Bielefelder Kaufmannsfamilie. Sie erhielt gemeinsam mit ihrer älteren Schwester Marie Crüwell (späterer Künstlername Marie Cruvelli) bei Louis Spohr in Kassel eine Gesangsausbildung. 1844 zog sie mit ihrer Schwester nach Paris, vervollständigte ihre Ausbildung zunächst bei Francesco Piermarini, danach bei dem vormals berühmten Tenor Marco Bordogni. Ein erstes öffentliches Auftreten im Januar 1846 veranstaltete die Musikzeitschrift Revue et gazette musicale de Paris. Dann ging sie nach Mailand und schloss ihre Ausbildung bei Francesco Lamperti ab.
Ihr Operndebüt gab sie dann nach bisherigen Kenntnisstand in Venedig, allerdings nicht im berühmten La Fenice. Am 17. April 1847 sang sie am Teatro Apollo die weibliche Hauptpartie in Verdis Ernani. Ihre zweite Premiere an dieser Bühne feierte sie in der Hauptrolle der Norma von Bellini am 22. Mai. Ihre nächsten Verpflichtungen führten sie nach Udine, wo sie am 24. Juli 1847 die Odabella in Verdis Oper Attila sang und danach im gleichen Hause I due Foscari, ebenfalls von Verdi. In Rovigo, wo sie erneut die Odabella sang, wurde sie Ende 1847 von Benjamin Lumley, Impresario des Her Majesty’s Theatre in London, entdeckt und  für die Spielzeit 1848 verpflichtet. Ihr Debüt als Elvira in Verdis Ernani neben so berühmten Sängern wie John Sims Reeves und Giovanni Belletti wurde begeistert aufgenommen. Schon in ihrer ersten Spielzeit trat sie auch in Donizettis Lucrezia Borgia, in Mozarts Le nozze di Figaro (Gräfin) neben Jenny Lind (Susanna), in Verdis Nabucco (Abigaille) und wiederum in I due Foscari (Lucrezia) auf. Das Ende der Spielzeit wurde von den sensationellen Auftritten der Jenny Lind überstrahlt. Nichts aber spricht dafür, dass, wie oft kolportiert, zwischen dem Weltstar Lind und der Debütantin Cruvelli ein Primadonnenkrieg stattgefunden hat. Nach einem kurzen Zwischenspiel mit Bellinis Norma am Königlichen Opernhaus in Berlin, sang sie von November 1848 bis März 1849 am Teatro Grande in Triest u. a. in Verdis Attila, Ernani und Macbeth.
Ende 1849 war sie als Odabella in Verdis Attila die Primadonna der Eröffnungsnacht der Mailänder Scala. Im Laufe dieser Spielzeit kam es zu insgesamt sechzig Auftritten in Attila, Nabucco, Ernani, Il Barbiere di Siviglia, Norma und David Riccio am berühmtesten Opernhaus Italiens. Im gleichen Jahr trat sie mit großem Erfolg an Teatro Carlo Felice in Genua in Verdis neuer Oper Luisa Miller auf, darüber hinaus in Ernani, Nabucco und Attila sowie in Bellinis Norma.
Nachdem Benjamin Lumley 1851 auch Impresario des weltberühmten Pariser Théâtre-Italien geworden war, verpflichtete er sie für London und Paris. Das Pariser Ernani-Debüt wurde zur Sensation. Ein erster Höhepunkt der Karriere der Sängerin aber war die Spielzeit 1851 am Her Majesty’s Theatre in London zur Zeit der Weltausstellung. Nach ihrer Darstellung der Fidelio-Leonore wurde sie mit den legendären Londoner Vorgängerinnen Wilhelmine Schröder-Devrient und Maria Malibran verglichen. Danach überwältigte ihre Norma Publikum und Kritiker. Als Tragödin wurde sie mit der damals berühmtesten Schauspielerin Rachel auf eine Stufe gestellt. So wurde die Cruvelli zu einer der größten Musiktragödinnen ihrer Zeit. Es mag damals technisch perfektere Sängerinnen gegeben haben, wie Giulia Grisi, Marietta Alboni, oder Pauline Viardot. Nach Maria Malibran aber hatte es keine Sängerin mehr gegeben, die in der Einheit von Darstellung und Gesang das Publikum mehr faszinierte. Verdi hätte sie 1853 in der Uraufführung der Traviata in Venedig eingesetzt, wenn sie nicht bei Lumley unter Vertrag gewesen wäre. Anfang 1854 wurde sie, wohl auf Betreiben Giacomo Meyerbeers, an die Opéra in Paris verpflichtet zu der bis dahin höchsten jemals gezahlten Gage von 100.000 Franc (etwa 600.000 Euro) für acht Monate. Ihr Debüt als Valentine in Meyerbeers Les Huguenots war Stadtgespräch in der damaligen Kulturmetropole Europas.
Sie war die Lieblingssängerin Kaiser Napoleons III., wenngleich sie als launisch und unberechenbar galt. So kam es am 2. Oktober 1854 zum Cruvelli-Skandal: trotz ausdrücklicher Anordnung des Staatsministers Achille Fould, die Valentine zu singen, erschien sie nicht in der Opéra. Das Publikum musste auf den folgen Tag vertröstet werden, an dem die Sängerin aber weiterhin verschwunden blieb. Auch die Vorbereitungen zur Uraufführung von Verdis Oper Les vêpres siciliennes, die der Komponist für die Stimme der Cruvelli geschrieben hatte, wurden abgebrochen und der Direktor der Opéra entlassen. Trotz Verpfändung ihres Eigentums und  Androhung einer Strafe von 300.000 Franc blieb die Sängerin bis in die erste Novemberwoche unauffindbar. Kurz nach ihrem mirakulösen Wiedererscheinen sang sie dann am 13. November  unter dem Jubel des Publikums der Pariser Opéra die Valentine. Pfändung und Strafandrohung waren vergessen. Nicht ein „vorgezogener Honeymoon“ mit dem Baron Vigier, wie immer behauptet, sondern ein tiefgreifender Konflikt mit Achille Fould, dem mächtigsten Minister des Landes, war wahrscheinlich der Grund für die „Flucht der Cruvelli“. Die verspätete Uraufführung von Verdis Les vêpres siciliennes am 13. Juni 1855, in der sie die Hélène sang, war ihr letzter großer Triumph.
Am 8. Januar 1856 heiratete sie den Baron George Vigier (ein Enkel des Marschalls Davoust) und zog sich von der Bühne zurück. Auch wenn ihre Gegner unter den Kritikern ihre manchmal manierierte Darstellung und die nicht vollendete Schulung der Stimme hervorhoben, gehörte sie nach Meinung des Musikkritikers Rodolfo Celetti mit Eugenia Frezzolini und Theresa Stolz doch zu den drei typischsten Verdi-Sängerinnen zwischen 1840 und 1880 und hatte laut Maurice Strakosch in ihrer Zeit die „schönste Stimme im dramatischen Genre“. Eine standesgemäße Rückkehr auf die Bühne erlaubten ihr ab 1858 glanzvolle Wohltätigkeitskonzerte, überwiegend an ihrem Winterwohnsitz in Nizza, wo sich alljährlich die internationale Society des Second Empire versammelte. Hierfür zeichnete sie, die zeitlebens bekennende Protestantin, Papst Pius IX. 1874 mit der päpstlichen Goldenen Rose („Tugendrose“) aus. Sogar als sie 1881 in Nizza mit großem Aufwand und Mut die erste Aufführung von Richard Wagners Oper Lohengrin in Frankreich organisierte und selbst die Elsa sang, geschah dies im Rahmen einer Wohltätigkeitsveranstaltung.
Nach einem Besuch der damals unter Raoul Gunsbourg allem Neuen zugewandten Opéra de Monaco starb Sophie Cruvelli 81-jährig am 6. November 1907 im Hôtel de Paris in Monte Carlo. Ihr Grabdenkmal findet sich noch heute auf dem Friedhof Père-Lachaise in Paris.